# Музей Калейчи Суны и Инана Кырач
Музе́й Кале́йчи Су́ны и Ина́на Кыра́ч (тур. Suna-İnan Kıraç Kaleiçi Müzesi) — этнографический дом-музей в историческом районе Калейчи города Антальи (Турция).

## Описание
Музей Калейчи Суны и Инана Кырач работает под эгидой Института исследования средиземноморских цивилизаций Суны и Инана Кырач при фонде Вехби Коча.
Музей занимает два исторических здания, являющихся памятниками культуры, в старинном городском районе Калейчи. Находившиеся в запущенном состоянии здания были приобретены Суной и Инаном Кырач в 1993 году и были отреставрированы в 1995 году. При проведении реставрационных работ за основу была взята сохранившаяся отделка гостевого дома Текелиоглу (Tekelioğlu Konak), сохранившегося в том же районе Калейчи. Потолки отделаны деревянными панелями, а стены украшены росписью.
Одно здание представляет собой типичный двухэтажный дом турецкой семьи и даёт представление о быте жителя городского района Калейчи. Интересной особенностью дома является то, что сад как бы продолжается под домом. Эта деталь дома называется «ташлык» (taşlık) и была характерна для всех жилых домов Антальи.
В трёх комнатах на втором этаже размещена этнографическая экспозиция, где представлена повседневная жизнь горожан второй половины XIX века. Элементами экспозиции музея являются и демонстрация характерных для местной культуры Анатолии обрядов: угощение кофе, «стрижка жениха» и «ночь хны» (девичник невесты).
Вторым зданием музея является бывшая православная церковь Святого Георгия (по-турецки: Айя Йорги). Сохранившаяся надпись, написанная на турецком языке, но греческими буквами, говорит о перестройке бывшей церкви в 1863 году. Здание прямоугольной формы со сводчатой крышей. Стены и потолок внутри расписаны красками. В настоящее время в нём размещается коллекция предметов культуры и искусства из собрания Суны и Инана Кырач.